# 馬爾特諾沃湖
55°06′49″N 40°02′40″E / 55.113660°N 40.044495°E

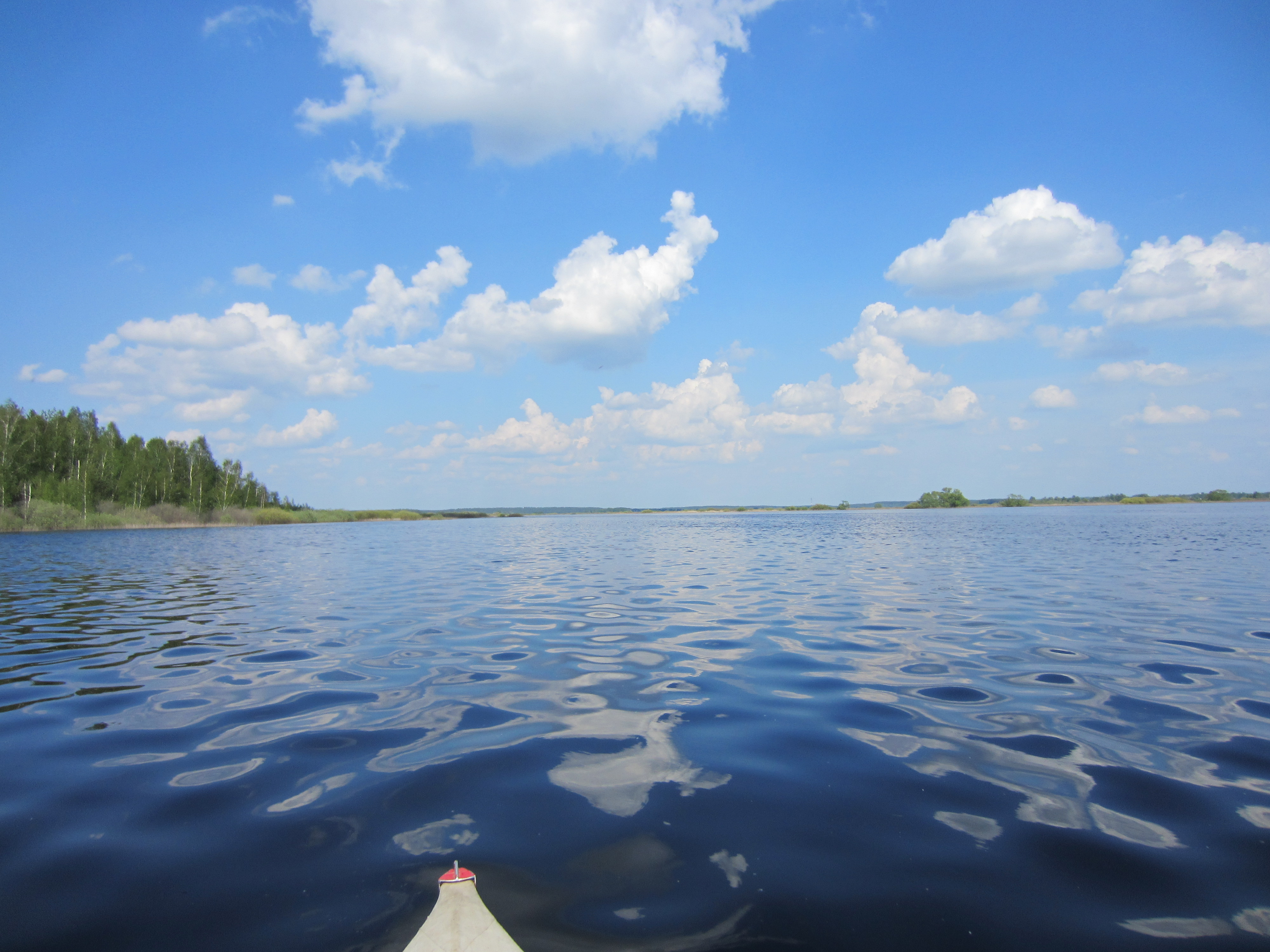

馬爾特諾沃湖（俄语：Мартыново）是俄羅斯的湖泊，位於該國西北部，由梁贊州負責管轄，處於克列皮基區，長3公里、寬2公里，面積3.32平方公里，海拔高度111米。